# Mevlana Kulaç
Mevlana Kulaç (ur. 18 grudnia 1973) – turecki zapaśnik walczący w stylu wolnym. Zajął dziewiąte miejsce na mistrzostwach świata w 2001. Brązowy medalista mistrzostw Europy w 1997; czwarty w 2001; piąty w 2000. Triumfator igrzysk śródziemnomorskich w 1993 i 1997. Drugi w Pucharze Świata w 1994 i czwarty w 1992. Wicemistrz Europy juniorów w 1990. Mistrz świata młodzieży w 1993 roku.